# Вила Ђованоне (Ријети)
Вила Ђованоне је насеље у Италији у округу Ријети, региону Лацио.
Према процени из 2011. у насељу је живело 33 становника. Насеље се налази на надморској висини од 612 м.